# America's Cup (zeilwedstrijd)
De America's cup is een zeilwedstrijd of regatta tussen twee schepen, die voor het eerst in 1851 werd gehouden. Daarmee wordt het door velen beschouwd als het oudste internationale sportevenement. De prijs voor de winnaar, the Auld Mug, is in ieder geval de oudste trofee waar nog om wordt gestreden. De eerste race werd georganiseerd door de Britse Royal Yacht Squadron en gezeild bij het eiland Wight. De America's Cup is niet naar de Verenigde Staten genoemd, maar naar de eerste winnaar van de race, het jacht America van The New York Yacht Club.
In eerste instantie werd er in grote schepen tot circa 27 meter waterlijn gezeild, daarbij werd aan iedere boot voor de uitslag een handicap toegekend. Van 1930 tot 1937 werd in de nog steeds grote J-klasse van circa 24 meter gezeild, daarna in de veel kleinere 12-meterklasse, met een totale lengte van 14 meter. Tegenwoordig zeilt men in ontwerpen die specifiek voor het evenement worden gemaakt, de America's cup-klasse. Op dit moment is dat een met draagvleugels uitgeruste monohull.
Meestal is het krachtsverschil tussen de twee landen vrij groot. Alleen in 1920, 1983 en 2013 was er geen afgetekende overwinning en werd met maar één wedstrijd verschil gewonnen, wedstrijden voor 1876 niet meegerekend. In 2013 kende de wedstrijd tussen Amerika en Nieuw-Zeeland een zeer spannende ontknoping toen de Amerikanen een 8-1-achterstand goedmaakten en met 9-8 de titel behielden.

## De Auld Mug
De beker zelf is een zilveren cup, die de Auld Mug wordt genoemd. In 1995 werd deze ernstig beschadigd door een politiek activist die streed voor volledige rechten voor Maori's in Nieuw-Zeeland. De cup werd (gratis) gerepareerd door de oorspronkelijke zilversmid, Garrard's uit Londen.

## Historie
Aangezien de winnaar van de wedstrijd moet worden uitgedaagd voor de Cup mag de houder van de Cup ook de regels bepalen. Dit leidde voorheen tot een zeer zware competitie. Het heeft dan ook 132 jaar geduurd voordat de Auld Mug niet meer door een team uit Amerika werd gewonnen en New York verliet, om daar niet meer terug te keren. Weliswaar hebben de Amerikanen de Cup terug gewonnen, maar was het de San Diego Yacht Club.
Nieuw-Zeeland is het eerste team na de VS dat erin slaagde de Cup te behouden, iets wat de Australiërs in 1983 niet lukte. In 2003 werd de cup voor het eerst gewonnen door een Europees team, door Zwitserland.

## 2007
In 2007 werd de America's Cup in Valencia gehouden. Dit is de eerste keer dat het evenement werd gehouden in een ander land dan het land waarvan de cuphouder vandaan komt. Dat was in dit geval noodzakelijk omdat Zwitserland, de laatste winnaar, niet aan zee ligt. Van 2004 tot 2007 werden er 14 voorrondes gehouden. Deze Louis Vuitton Cup resulteerde in één uitdager, die daarna in de wedstrijd zelf om de America's Cup de winnaar van de vorige keer, Zwitserland, mocht uitdagen. Team Nieuw-Zeeland was de uiteindelijke uitdager, maar verloor de America's Cup in een 'best of seven' met 5-2.

## 2010
Kort na afloop van de 2007-editie accepteerde de titelverdediger de uitdaging van de Spaanse zeilorganisatie Club Náutico Español de Vela. Samen publiceerden ze het reglement voor de 2010-editie, maar diverse zeilorganisaties maakten sterke bezwaren. De Amerikaanse Golden Gate Yacht Club wierp zich ook op als uitdager en diverse rechtszaken volgden. Als gevolg hiervan werd het Spaanse team uitgesloten en kreeg de Amerikaanse organisatie het recht om de Zwitsers uit te dagen. Andere teams werden niet toegelaten. Door alle opgelopen vertraging werd een korte serie, 'best of three' gehouden. De Amerikanen wonnen de eerste twee races, op 12 en 14 februari, en namen hiermee de America's Cup over.

## 2013
Op 6 mei 2010 publiceerden de titelverdediger Amerika en de uitdager, Club Nautico di Roma, de plannen voor de 34e Cup. Het plan omvatte onder meer de ambitieuze overstap naar het varen met AC72-catamarans, een wereldwijde serie van voorrondes, die uitgebreid op de televisie en internet moesten komen. Vanwege sponsortekorten trok de Club Nautico di Roma zich in mei 2011 terug, waarna het Zweedse Kungliga Svenska Segelsällskapet zich opwierp als uitdagende club. De winnaar van de voorrondes won de Louis Vuitton Cup, gehouden in juli en augustus 2013, waarin drie teams uitmaakten wie uitdager werd van Amerika. Nieuw-Zeeland won deze regatta van Zweden en Italië.
De 34e America's Cup begon op 7 september en duurde tot 25 september, en was daarmee de langstdurende editie ooit. De wedstrijd werd gehouden in de baai van San Francisco. Winnaar was degene die als eerste 9 races won. Amerika begon de strijd met twee minpunten vanwege het overtreden van de regels in de voorbereiding en moest daardoor 11 wedstrijden winnen om de titel te winnen. Nieuw-Zeeland begon de eerste wedstrijden te winnen, vooral omdat hun snelheid bij het kruisen tegen de wind in hoger was. Ze liepen tot een 8-1-voorsprong uit, waarmee ze op wedstrijdpunt kwamen. Daarop vroegen de Verenigde Staten een onderbreking aan. Zij benutten de onderbreking om zich te verbeteren. Een belangrijke rol hierbij speelden de analyses van de door meer dan 300 sensoren verzamelde gegevens over de prestaties van het jacht met behulp van 'big data'-technieken. Daarna begon Team Oracle USA aan een inhaalrace, wonnen 8 races achter elkaar en veroverden de cup met een einduitslag van 9-8. Bij Amerika voer een Nederlander mee: Simeon Tienpont.

## 2017
Op 1 oktober 2013 wierp de Hamilton Island Yacht Club uit Queensland, Australië zich op als uitdager voor de 35e America's Cup. De uitdaging is geaccepteerd door titelhouder Golden Gate Yacht Club. De Australische miljardair Bob Oatley is de drijvende kracht achter de Australische campagne. Hij is een bekende in de zeilwereld, met name vanwege de dominantie van zijn Wild Oats XI-zeilboot in de Sydney to Hobart Yacht Race. Op 19 juli 2014 maakte Russell Coutts, directeur van de America's Cup Event Authority (ACEA), bekend dat de Hamilton Island Yacht club Team Australia had teruggetrokken uit de America's Cup. De 35e America's Cup vond plaats 2017. Emirates Team New Zealand won de America's Cup met een totaalscore van 1-7.

## Finales
| Jaar | Titelverdediger           | Uitdager                  | Uitslag |
| ---- | ------------------------- | ------------------------- | ------- |
| 2024 | Emirates Team New Zealand | INEOS Britannia           | 7-2     |
| 2021 | Emirates Team New Zealand | Luna Rossa                | 7-3     |
| 2017 | Oracle Team USA           | Emirates Team New Zealand | 1-7     |
| 2013 | Oracle Team USA           | Emirates Team New Zealand | 9-8     |
| 2010 | Alinghi                   | BMW Oracle Racing         | 0-2     |
| 2007 | Alinghi                   | Team New Zealand          | 5-2     |
| 2003 | Team New Zealand          | Alinghi                   | 0-5     |
| 2000 | Team New Zealand          | Prada Challenge           | 5-0     |
| 1995 | Young America             | Team New Zealand          | 0-5     |
| 1992 | America 3                 | Il Moro di Venezia        | 4-1     |
| 1988 | Stars and Stripes         | New Zealand               | 2-0     |
| 1987 | Kookaburra III            | Stars and Stripes         | 0-4     |
| 1983 | Liberty                   | Australia II              | 3-4     |
| 1980 | Freedom                   | Australia                 | 4-1     |
| 1977 | Courageous                | Australia                 | 4-0     |
| 1974 | Courageous                | Southern Cross            | 4-0     |
| 1970 | Intrepid                  | Gretel II                 | 4-1     |
| 1967 | Intrepid                  | Dame Pattie               | 4-0     |
| 1964 | Constellation             | Sovereign                 | 4-0     |
| 1962 | Weatherly                 | Gretel                    | 4-1     |
| 1958 | Columbia                  | Sceptre                   | 3-1     |
| 1937 | Ranger                    | Endeavour II              | 4-0     |
| 1934 | Rainbow                   | Endeavour                 | 4-2     |
| 1930 | Enterprise                | Shamrock V                | 4-0     |
| 1920 | Resolute                  | Shamrock IV               | 3-2     |
| 1903 | Reliance                  | Shamrock III              | 3-0     |
| 1901 | Columbia                  | Shamrock II               | 3-0     |
| 1899 | Columbia                  | Shamrock                  | 3-0     |
| 1895 | Defender                  | Valkyrie II               | 3-0     |
| 1893 | Vigilant                  | Valkyrie II               | 3-0     |
| 1887 | Volunteer                 | Thistle                   | 2-0     |
| 1886 | Mayflower                 | Galatea                   | 2-0     |
| 1885 | Puritan                   | Genesta                   | 2-0     |
| 1881 | Mischief                  | Atalanta                  | 2-0     |
| 1876 | Madeline                  | Countess of Dufferin      | 2-0     |
| 1871 | Columbia                  | Livonia                   | 1-0     |
| 1870 | Magic                     | Cambria                   | 1-0     |
| 1851 | Aurora en 13 andere boten | America                   | 0-1     |